# Gliese 581 b
Gliese 581 b (ou GJ 581 b ou Gl 581 b) est une exoplanète découverte dans le système planétaire de l'étoile Gliese 581, une naine rouge de 0,31 masse solaire située à quelque 20,3 années-lumière (soit 6,2 pc, ou encore 1,92 × 1014 km) de la Terre, dans la constellation de la Balance.

## Découverte
Cette planète fut découverte par une équipe d'astronomes franco-suisses, qui annoncèrent leur découverte le 30 novembre 2005. Gliese 581 b est une des planètes extrasolaires les plus légères jamais observées. On en conclut que d'autres planètes aux caractéristiques similaires à Gliese 581 b devaient être courantes autour d'autres étoiles aussi peu massives. Gliese 581 b fut la cinquième planète trouvée autour d'une naine rouge (après les planètes orbitant autour de Gliese 876 et de Gliese 436 b). À l'instar de Gliese 436 b, cette planète a une masse similaire à Neptune. Elle fut découverte grâce à l'instrument HARPS. L'oscillation caractéristique de l'étoile laissait soupçonner l'existence de planètes.
Les astronomes publièrent leurs résultats dans une lettre adressée à l'éditeur de la revue Astronomy and Astrophysics (X. Bonfils et al., "The HARPS search for southern extra-solar planets. VI. A Neptune-mass planet around the nearby M dwarf Gl 581", A&A 443, L15, 2005).

## Désignation
Gliese 581 b a été sélectionnée par l'Union astronomique internationale (IAU) pour la procédure NameExoWorlds, consultation publique préalable au choix de la désignation définitive de 305 exoplanètes découvertes avant le 31 décembre 2008 et réparties entre 260 systèmes planétaires hébergeant d'une à cinq planètes. La procédure, débutée en juillet 2014, s'est achevée en août 2015, par l'annonce des résultats lors d'une cérémonie publique, dans le cadre de la XIXe Assemblée générale de l'IAU tenue à Honolulu (Hawaï).

## Orbite et masse
La masse de Gliese 581 b correspond à 0,056 fois celle de Jupiter, soit 17 masses terrestres. Sa masse est donc assez similaire à celle de Neptune.
Elle est très proche de son étoile et réalise une orbite complète autour de celle-ci en seulement 5,4 jours, à une distance de 6 millions de kilomètres (soit 0,041 UA). À titre de comparaison, Mercure est située à 58 millions de kilomètres du soleil (soit 0,387 UA) et réalise une révolution complète en 88 jours.
| Planète                                                                         | Masse (M⊕)   | Demi-grand axe (UA)   | Période orbitale (d) | Excentricité |
| ------------------------------------------------------------------------------- | ------------ | --------------------- | -------------------- | ------------ |
|                                                                                 |              |                       |                      |              |
| Gliese 581 e                                                                    | ≥ 1,7 ± 0,2  | 0,0284533 ± 0,0000023 | 3,14867 ± 0,00039    | Fixée à 0    |
| Gliese 581 b                                                                    | ≥ 15,6 ± 0,3 | 0,0406163 ± 0,0000013 | 5,36841 ± 0,00026    | Fixée à 0    |
| Gliese 581 c                                                                    | ≥ 5,6 ± 0,3  | 0,072993 ± 0,000022   | 12,9191 ± 0,0058     | Fixée à 0    |
| Gliese 581 g*                                                                   | ≥ 3,1 ± 0,4  | 0,14601 ± 0,00014     | 36,562 ± 0,052       | Fixée à 0    |
| Gliese 581 d*                                                                   | ≥ 5,6 ± 0,6  | 0,21847 ± 0,00028     | 66,87 ± 0,13         | Fixée à 0    |
| Gliese 581 f                                                                    | ≥ 7,0 ± 1,2  | 0,758 ± 0,015         | 433 ± 13             | Fixée à 0    |
|                                                                                 |              |                       |                      |              |
| * En juillet 2014, l'existence des planètes Gliese 581 d et g a été contestée,. |              |                       |                      |              |
| Système planétaire de Gliese 581.                                               |              |                       |                      |              |

## Caractéristiques

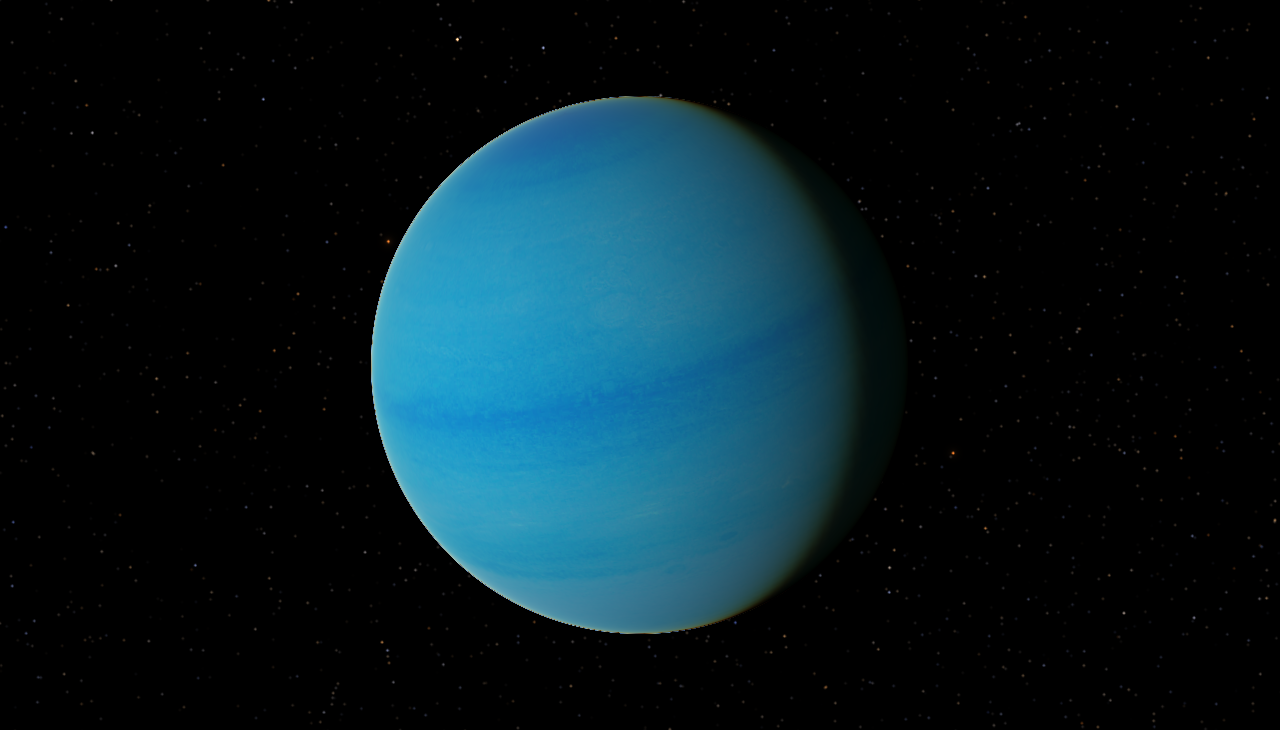
Vue d'artiste de Gliese 581 b comme un Neptune chaud.

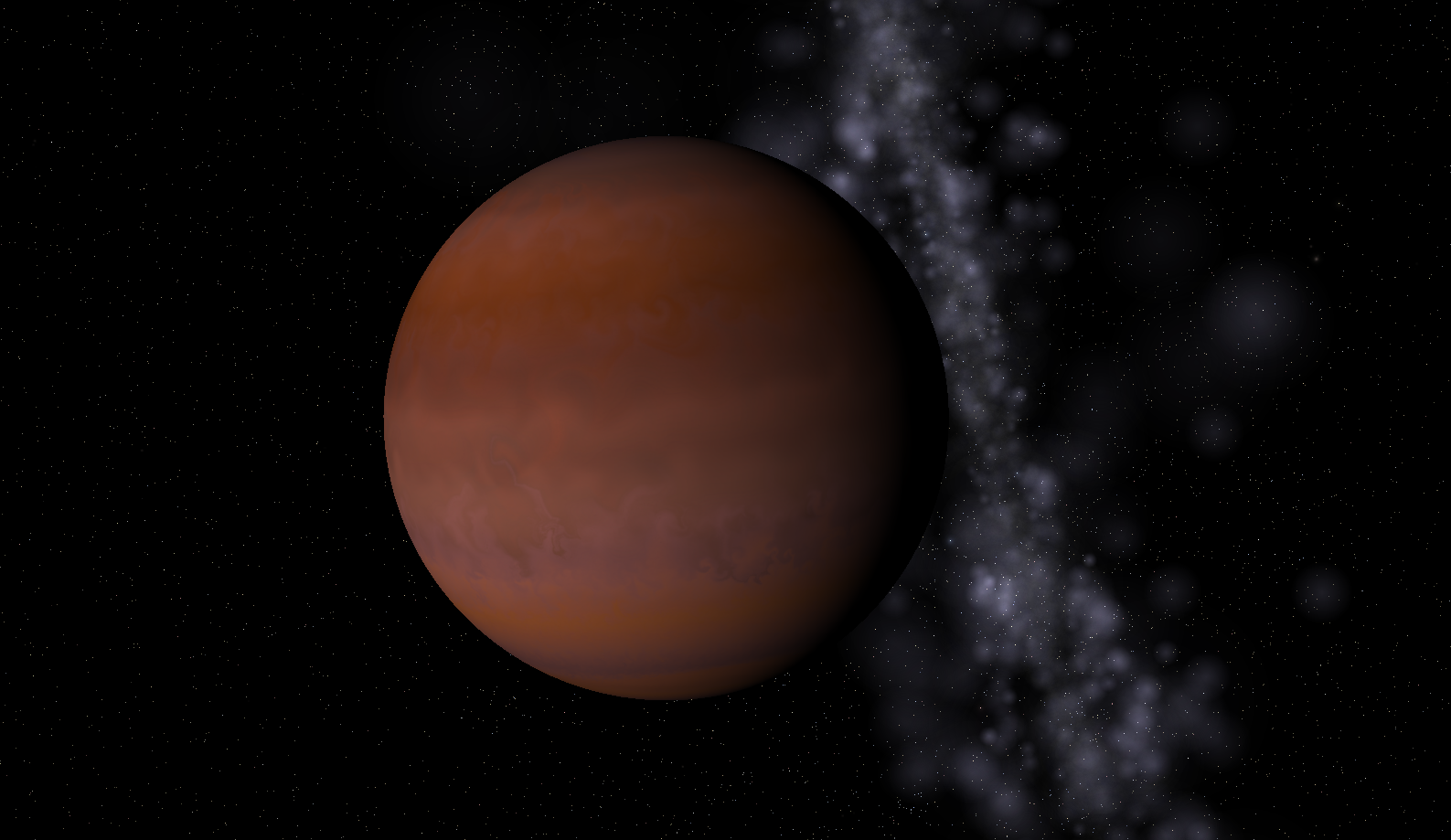
Autre vue d'artiste imaginant la planète comme une planète de glaces chaude.

Gliese 581 b est située à seulement 0,04 UA de son étoile (Gliese 581). Les températures à sa surface sont donc extrêmement élevées, similaires à celle de Mercure, soit environ 150 °C (ou 420 kelvins ; 300 °F).